# Epamera cytaeis
Epamera cytaeis är en fjärilsart som beskrevs av William Chapman Hewitson 1875. Epamera cytaeis ingår i släktet Epamera och familjen juvelvingar. Inga underarter finns listade i Catalogue of Life.